# داني كومدن
داني كومدن (بالإنجليزية: Danny Comden)‏ مواليد 10 أبريل 1969 في بيفرلي هيلز، الولايات المتحدة، هو ممثل ومخرج ومنتج وكاتب سيناريو أمريكي بدأ مسيرته الفنية سنة 1994.

## الأعمال
- بيواتش (1994) (بدور: آل)
- بركان (1997)
- الطريق السريع (2002)
- بانكد (2005)
- بوشنغ ديزيز (2008) (بدور: روب رايت)

## روابط خارجية
- داني كومدن على موقع IMDb (الإنجليزية)
- داني كومدن على موقع ألو سيني (الفرنسية)
- داني كومدن على موقع أول موفي (الإنجليزية)
- داني كومدن على موقع قاعدة بيانات الأفلام السويدية (السويدية)
- داني كومدن على موقع قاعدة بيانات الفيلم (الإنجليزية)
- داني كومدن على موقع كينوبويسك (الروسية)